# Józef Michał Karp
Józef (Jozafat) Michał Karp herbu Karp (ur. przed 5 maja 1679 – zm. 10 grudnia 1739 w Bezdzieżach na Polesiu) – biskup żmudzki w latach 1736–1739, sekretarz wielki litewski od 1724, sekretarz królewski od 1708, kustosz wileński, proboszcz trocki.
W 1703 był podstolim smoleńskim. Jako klient kanclerza wielkiego litewskiego Karola Stanisława Radziwiłła, w 1706 poparł wraz z nim Stanisława Leszczyńskiego. Schronił się przed Rosjanami do Gdańska i Szczecinka, gdzie opiekował się powierzonymi mu księgami Metryki Litewskiej. Od 1707 przebywał w Królewcu. Po 1717 roku wybrany deputatem na Trybunał Główny Wielkiego Księstwa Litewskiego. W 1719 roku przyjął święcenia kapłańskie.
W 1735 roku podpisał uchwałę Rady Generalnej konfederacji warszawskiej.
Pochowany w Worniach.